# آرپی گابریلیان
آرپینه "آرپی" گابریلیان (ارمنی: Արփինե "Արփի" Գաբրիելյան؛ انگلیسی: Arpine "Arpi" Gabrielyan؛ زاده ۱۸ نوامبر ۱۹۸۸) گوینده، خواننده و بازیگر اهل ارمنستان است. وی اولین نماهنگ خود را در سال ۲۰۱۵ میلادی منتشر نمود.

## زندگی‌نامه
وی در ۱۸ نوامبر ۱۹۸۸ در ایروان زاده شد و از انستیتو دولتی سینما و تئاتر ایروان فارغ‌التحصیل شد. 

## گزیده فیلمشناسی
از فیلم و مجموعه‌هایی که وی در آن نقش آفرینی کرده‌است می‌توان به فول هاوس در نقش «لیکا» اشاره کرد.

## جوایز
| سال  | جایزه                   | رده                           | شهر      | نتیجه |
| ---- | ----------------------- | ----------------------------- | -------- | ----- |
| ۲۰۱۶ | جوایز سرگرمی پان‌ارمنیان | پربیننده‌ترین ترانه (Anhnar e) | لس آنجلس | برنده |